# Ouistiti
Callithrix · Callitriches, marmousets
Pour les articles homonymes, voir Marmouset.
Genre
Synonymes
- Hapale Illiger, 1811
- Jacchus É. Geoffroy, 1812

Les Ouistitis ou Callitriches (Callithrix) sont un genre de singes du Nouveau Monde de la famille des Callitrichidae. Le long de la côte est du Brésil et au sud de l’Amazone, les ouistitis se sont diversifiés en une vingtaine d'espèces pesant entre 120 et 400 g et leur pelage peut être blanc, sombre ou bien encore agouti. Il est probable que d’autres espèces de ouistitis existent dans les régions mal connues qui s’étendent, d’ouest en est, du Rio Madeira au Rio Xingu. 
La classification de ces primates fait l'objet de nombreux débats parmi les spécialistes. En effet, les caractéristiques morphologiques et génétiques des espèces qui évoluent dans les forêts amazoniennes diffèrent de celles qui fréquentent les forêts de la côte atlantique, ce qui pousse certains auteurs à les regrouper dans un genre à part (Mico). Le Ouistiti pygmée est également susceptible de constituer un genre distinct (Cebuella), tandis que le ouistiti nain a été décrit, lors de sa découverte en 1998, sous le genre Callibella.

## Dénominations et étymologie
Le terme ouistiti (« qui vient de l'humain ») est le nom vernaculaire donné en français à plusieurs espèces de singes du Nouveau Monde (Platyrrhini), appelés également parfois marmousets. Ce nom, d'après Georges-Louis Leclerc de Buffon, leur a été donné en raison de leur cri. 

## Description
Adultes, ils pèsent entre 120 et 400 g. Leur robe est tantôt blanche, tantôt sombre ou bien encore agouti, une sorte de brun chiné. Les ouistitis sont les seuls singes à posséder de longues soies sur chaque poignet, véritables poils tactiles. Ils ont un pelage moucheté ou tacheté (de noir avec soit du blanc, du jaune, du chamois ou du rougeâtre), la queue annelée de noir et de gris, les oreilles touffues (poils blancs, noirs ou jaunes) et possèdent 23 paires de chromosomes (2n = 46). De l'embouchure de l'Amazone jusqu’au Rio Madeira ces ouistitis ont un pelage noir, gris ou blanc, une queue moins nettement annelée que les Callithrix, des oreilles le plus souvent nues, une face nue rosâtre ou sombre et seulement 22 paires de chromosomes (2n = 44). Le groupe de oustitis habitant entre le Rios Aripuanã et Tapajós se caractérise par la présence d’une bande blanche au niveau cuisse-hanche.

## Répartition géographique

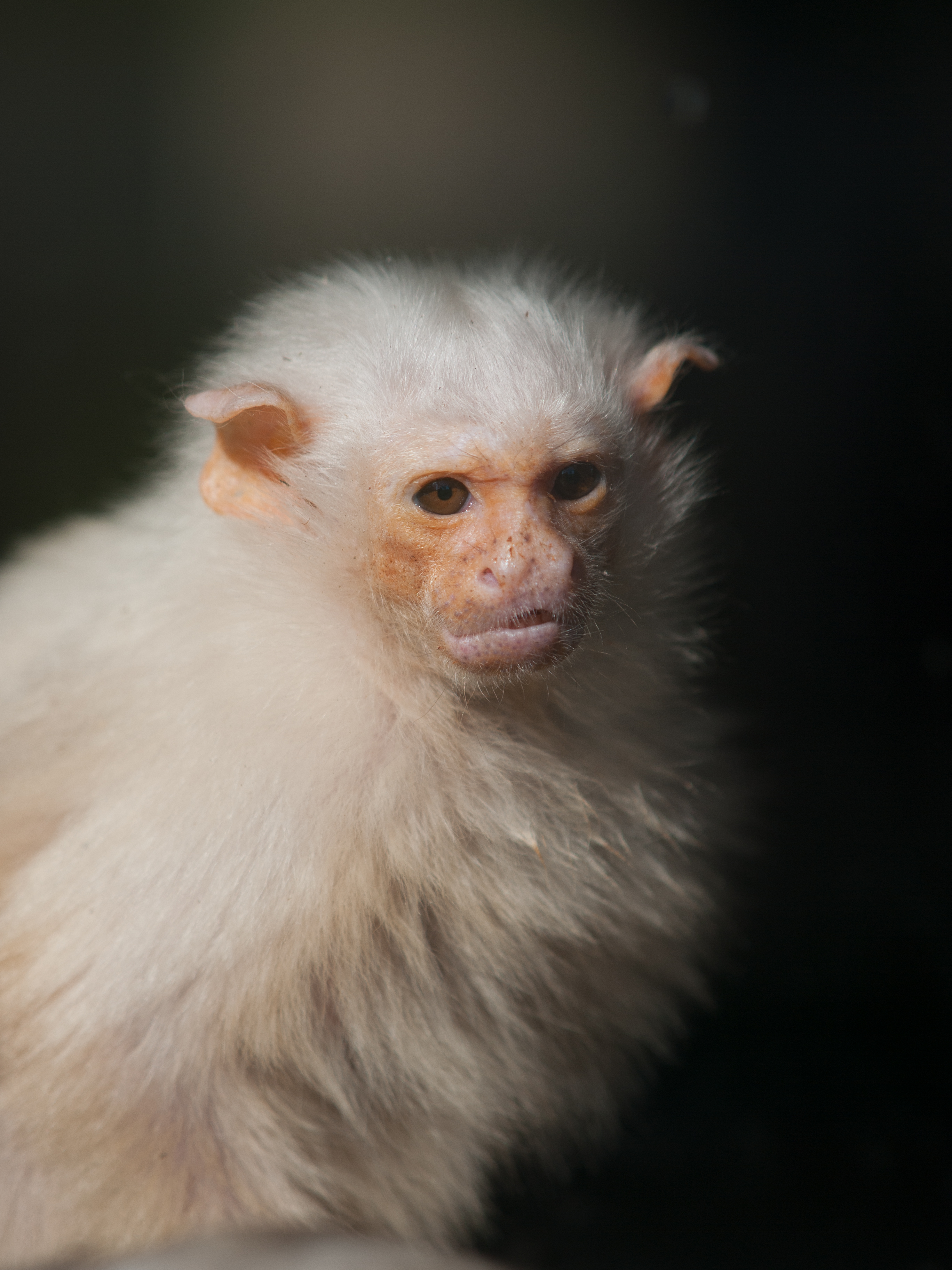
Callithrix argentata

Toutes les espèces de ouistitis atlantiques connues à ce jour sont endémiques du Brésil. Six espèces propres à ce pays appartiennent au groupe des Callithrix : le Ouistiti du Nordeste (C. jacchus) omniprésent même dans la Caatinga, le Ouistiti à pinceaux noirs (C. penicillata) dans le Cerrado, le Ouistiti du Bahia (C. kuhlii), le Ouistiti à face blanche (C. geoffroy), le Ouistiti à tête jaune chamois (C. flaviceps) dans l’Espírito Santo, enfin le Ouistiti oreillard (C. aurita) dans São Paulo. Toutes ces espèces s’hybrident sur leurs zones de contact (Zone hybride) sauf C. aurita et C. penicillata dans l’État du São Paulo. Outre les espèces de la façade atlantique du genre Callithrix, on trouve des ouistitis tout le long du sud de l’Amazone, distribuées depuis l’embouchure de ce fleuve jusqu’au Rio Madeira, et rassemblées dans le genre Mico. Les 15 espèces amazoniennes identifiées à ce jour se différencient en deux sous-groupes: le premier inclut d’une part des espèces d’Amazonie orientale (M. emiliae, leucippe, argentatus) à l’est du Rio Tapajós et d’autre part des espèces d’Amazonie centrale (M. aff. emiliae, nigriceps, marcai, manicorensis + Calibella humilis) entre les Rios Madeira et Aripuanã. Ce premier sous-groupe appelé argentatus/manicorensis englobe géographiquement le deuxième sous-groupe (M. melanurus, intermedius, acariensis, saterei, chrysoleucus, mausei, humeralifer) appelé humeralifer/melanurus. Ce dernier est inscrit entre les Rios Aripuanã et Tapajós et se caractérise par la présence d’une bande blanche au niveau cuisse-hanche.

### Habitat
Les ouistitis sont les plus nombreux dans les forêts riveraines et inondables, là où les arbres à gomme abondent. On compte 40 à 50 groupes par km². Les Callithrix se seraient séparés du groupe amazonien (Cebuella et Mico) il y a environ 5 millions d’années. On pense que la radiation de tous ces ouistitis amazoniens a commencé par la migration vers le nord d’une forme ancestrale de melanurus qui occupait l’immense zone des hauts fleuves Rios Madeira, Mamoré, Guaporé, Arupuanã et Juruena et s’est répandue dans de nombreux interfluves jusqu’à l’Amazone. On voit comment les grands cours d’eau jouent chez les primates un rôle majeur dans la spéciation, au même titre que les montagnes et les variations majeures de végétation (transition de la forêt à la savane, par exemple) en créant puis en entretenant ce processus.

## Comportement
Dans la nature, la vie en groupe assure une meilleure protection contre les prédateurs, mais en captivité, les ouistitis préfèrent vivre en couple. La nuit, les membres du groupe se pelotonnent, comportement baptisé huddling ("blottissement") en anglais. Pendant le repos ou le sommeil, le ouistiti enroule sa queue entre ses jambes. Entre le jour et la nuit, leur température corporelle peut varier de 4 °C. Les ouistitis sont des primates très bavards. En Amazonie, on les surnomme les « parleurs de la jungle ». Leur nom indigène est d'ailleurs onomatopéique, traduisant leur bruit rapide. Le ouistiti à face blanche est le plus primitif et le ouistiti oreillard le plus différencié du groupe.

### Relations intergroupes
Les rencontres entre bandes rivales sont rares et brèves mais peuvent s’avérer dangereuses si elles dégénèrent. Les mâles résidents exhibent leurs testicules pour signifier aux intrus qu’ils doivent déguerpir et les femelles marquent leur odeur en se frottant aux branches et en urinant. En cas d’affrontement, les ouistitis s’attaquent mutuellement à la tête, la partie du corps la plus exposée où la fourrure est moins dense. La moindre blessure au visage peut avoir des conséquences fatales, car en Amazonie, une plaie s’infecte facilement.

## Alimentation
Les ouistitis, et dans une moindre mesure les tamarins, consomment la gomme qui suinte du tronc de certains arbres sous forme de gouttelettes ou de filets gluants. La gomme constitue une ressource limitée dans la forêt mais de haute valeur nutritionnelle. Elle contient de l’eau, des polysaccharides complexes, du calcium et des traces minérales (fer, aluminium, silicium, magnésium et sodium).
La structure des polysaccharides rend la gomme indigeste pour de nombreux mammifères, ses composants phénoliques exigeant une détoxication efficace ou une excrétion rapide. Si bien que ces primates n’ont guère de concurrents diurnes sur cette niche alimentaire, si ce n’est les écureuils et les hyménoptères (guêpes et abeilles).

## Reproduction

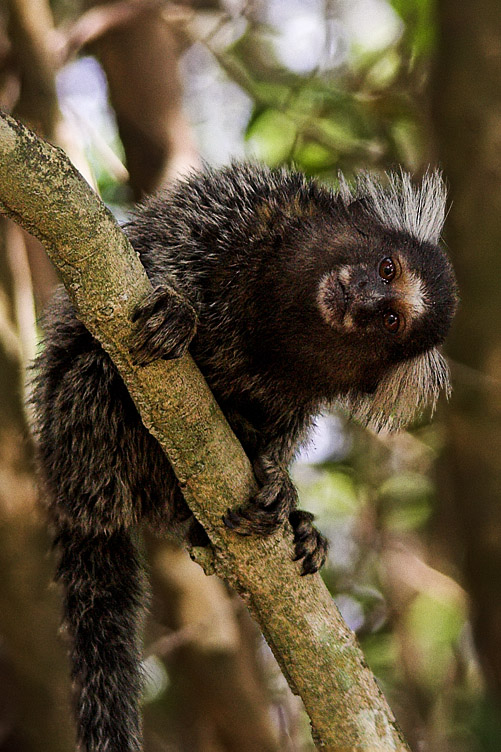
Un ouistiti du genre Callithrix - Callithrix jacchus

On a longtemps cru que les ouistitis étaient monogames, parce que tel est le cas en captivité. La réalité sauvage dément cela. Dans la nature, il existe des groupes avec un seul mâle adulte reproducteur, d’autres avec une seule femelle adulte reproductrice, d’autres encore avec plusieurs adultes en mixité mais un seul couple reproducteur. Les contingences environnementales décident des variations du système social. Parfois, la femelle alpha s’accouple avec des mâles inférieurs et le mâle sollicite d’autres femelles surtout en l’absence de sa régulière. Mais, le plus souvent, aucune femelle subordonnée ne se reproduit.
Cette « castration » des subordonnées est d'abord chimique. La femelle alpha émet des phéromones qui inhibent ses concurrentes et retardent la puberté de ses filles, retard parfois accru par l’absence de mâles étrangers — d'où un manque de stimulation sexuelle. Un deuxième facteur visuel intervient : le croisement répété des regards de la dominante suffit à retarder l’ovulation des dominées. Dernier point et peut-être le plus pertinent de tous, du moins dans les groupes déjà bien établis : la femelle alpha fait sentir sa préséance physique grâce à un léger coup d’épaule par ci, une posture d’intimidation par là. Elle maintient son hégémonie reproductrice à l’économie, sans trop de brutalité[réf. nécessaire].
Lorsque des jumeaux naissent d’une femelle inférieure presque en même temps que ceux de la dominante, leur mère ne bénéficie guère d’aide extérieure et il a même été reporté des cas d’infanticide par la femelle alpha. L’agressivité de cette dernière diminue si les naissances de rang inférieur sont suffisamment espacées pour permettre un partage des assistants.
Bien que les deux sexes transfèrent, certains individus restent longtemps dans leur groupe natal. Une jeune femelle servira son groupe en tant qu’assistante non reproductrice. Elle sera tolérée par sa mère aussi longtemps que les bénéfices qu’elle lui procure dans l’élevage des petits contrebalanceront les coûts de la compétition alimentaire que sa présence occasionne. Inversement, la fille n’aura tendance à accepter cette situation (subordination et stérilité contre sécurité et expérience) que si ses chances de trouver un partenaire dans une zone voisine convenable sont faibles.

### Chimérisme
Dans l’utérus, les placentas des jumeaux ouistitis grandissent rapidement et fusionnent, si bien qu’il se crée un réseau de vaisseaux sanguins à travers lesquels les cellules peuvent voyager d’un jumeau à l’autre. Le niveau de chimérisme est différent d’un animal à l’autre. Un individu peut être chimérique pour ses poils et son foie et pour rien d’autre, par exemple. L’étude menée en 2007 par Corinna Ross et ses collègues sur une colonie captive d’ouistitis de Bahia (Callithrix kuhli) a montré que plus de la moitié des ouistitis mâles avaient un sperme chimérique, autrement dit le sperme provenant d’un mâle donné avait l’ADN de son frère ! Le père génétique du bébé est donc son oncle… Il se pourrait aussi que certains ovaires soient chimériques et donc que des mères donnent naissance à des nièces et neveux. D’un point de vue comportemental, les mâles portent davantage attention aux progénitures chimériques mais c’est l’inverse pour les femelles.

### Soins aux jeunes

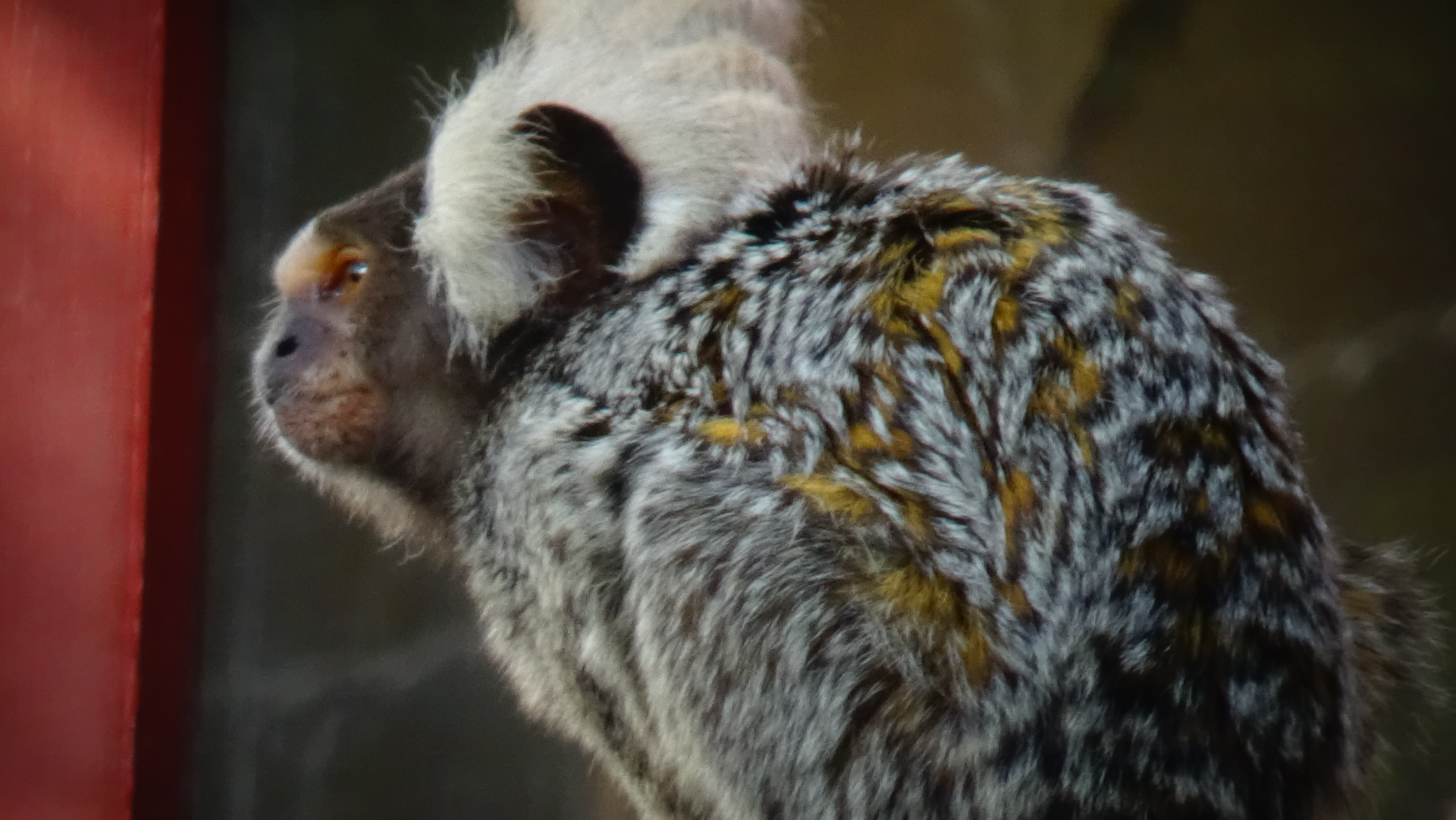
Callithrix jacchus - ouistiti à toupets blanc - mâle adulte

Après la mise-bas de ses jumeaux, la mère ouistiti refuse à quiconque l’accès à sa progéniture avant une semaine. Passé ce laps de temps, le père porte les deux nouveau-nés sur son dos, qui enroulent leur queue autour de lui. Tous les deux ou trois heures, il redonne un petit à la mère pour qu’elle l’allaite entre un quart d’heure et une demi-heure. Au-delà de trois semaines, la mère ne portera plus sa progéniture quand elle ne la nourrit pas. Désormais, le père a les jumeaux à charge, ce qui lui fait perdre du poids et rend son alimentation plus laborieuse. Heureusement, d’autres membres peuvent aider au transport, au nourrissage et aux jeux des petits. Ces aides acquièrent ainsi une expérience de l’élevage indispensable à leur vie de futurs parents. La coopération est l’un des traits dominants de l’organisation sociale des callitrichidés, notamment dans le domaine du soin apporté aux jeunes. Néanmoins, ce système coopératif ne concerne pas tous les membres du groupe. Il n’existe qu’un ou deux assistants qualifiés, souvent des mâles, et qui sont mis à contribution parfois davantage que le dominant lui-même. De plus, l’investissement des parents et des assistants varie considérablement d’un groupe à l’autre en fonction de sa structure. Ainsi, un couple s’occupera seul de ses jumeaux s’il n’a pas déjà élevé un jeune devenu adulte au sein du groupe. En conclusion, l’élevage solidaire est la stratégie évolutive mise au point par les callitrichidés pour soulager la femelle lactante à un moment où elle a les plus gros besoins énergétiques.

## Prédateurs
Les principaux prédateurs du ouistiti à face blanche (Callithrix geoffroyi) et de tous les ouistitis sont le margay et le chat-ocelot, deux petits félins qu’on appelle localement gato-do-mato. Le margay est un acrobate arboricole capable de se suspendre aux branches tel un paresseux. Ses pieds postérieurs rotatifs sur 180° lui permettent de descendre des arbres la tête en bas. La nuit, il fait sa ronde en inspectant les dortoirs dans les trous d’arbre, obligeant les ouistitis à en changer fréquemment. Parfois, un dortoir idéal est déjà occupé par un kinkajou, ce qui oblige la famille à choisir un site moins bien protégé.
En cas de danger, les singes fixent du regard leur agresseur en poussant des cris d’alarme, s’approchent et tournent autour de l’intrus. Ce comportement de harcèlement visuel et sonore est connu sous le nom anglais de mobbing. Mélange de défi et de peur, le mobbing peut durer plusieurs minutes. Il sert à attirer l’attention sur le prédateur pour que tout le groupe le garde à vue et représente une source d’apprentissage pour les jeunes inexpérimentés donc inconscients.
Les ouistitis ont de nombreux autres prédateurs comme le petit-duc ou les mygales géantes pour les jeunes. Quant au boa constrictor, il peut se jeter sur un retardataire et l’étouffer rapidement. Enfin, le ouistiti mange parfois du scolopendre géant, mais au risque d'une piqûre de ses crochets hautement venimeux.

## Classification et taxinomie
Le genre Callithrix a été décrit en 1777 par Johann Christian Erxleben pour classer les singes appelés sagouins par Buffon et qui regroupe alors les ouistis, les tamarins et les sakis. Le terme fait honneur au Callitriche décrit par Pline l'Ancien. En 1811, Johann Illiger crée le genre Hapale qui ne comprend plus que les ouistitis et les tamarins. Un an plus tard, Étienne Geoffroy Saint-Hilaire en sépare les ouistitis pour qui il crée le genre Jacchus. Callithrix est conservé pour les titis. Par la suite, on fait valoir l'antériorité de  Hapale sur Jacchus, et le terme est utilisé durant tout le XIXe siècle. C'est en 1903 seulement que Oldfield Thomas fait remarquer que Callithrix est utilisé pour un genre inconnu de son créateur : il crée Callicebus pour les titis et retrocède Callithrix pour les ouistitis, faisant de Jacchus et Hapale des synonymes plus récents.

### Liste des espèces
D'après l'ouvrage Handbook of the Mammals of the World en 2013, le genre Callithrix ne compterait plus que six espèces :
- genre Callithrix Erxleben, 1777
  - Callithrix jacchus (Linnaeus, 1758) — Ouistiti commun[7], Ouistiti à toupet[7], Ouistiti sagouin[1], Ouistiti à toupet blanc[1]
  - Callithrix aurita (É. Geoffroy Saint-Hilaire, 1812) — Ouistiti oreillard[1], Ouistiti à oreilles blanches[8]
  - Callithrix penicillata (É. Geoffroy Saint-Hilaire, 1812) — Ouistiti à pinceau noir[1], Ouistiti pénicillé[7]
  - Callithrix geoffroyi (Humboldt, 1812) — Ouistiti de Geoffroy[1]
  - Callithrix flaviceps (Thomas, 1903) — Ouistiti à tête jaune[1]
  - Callithrix kuhlii Coimbra-Filho, 1985 — Ouistiti de Kuhl[9]

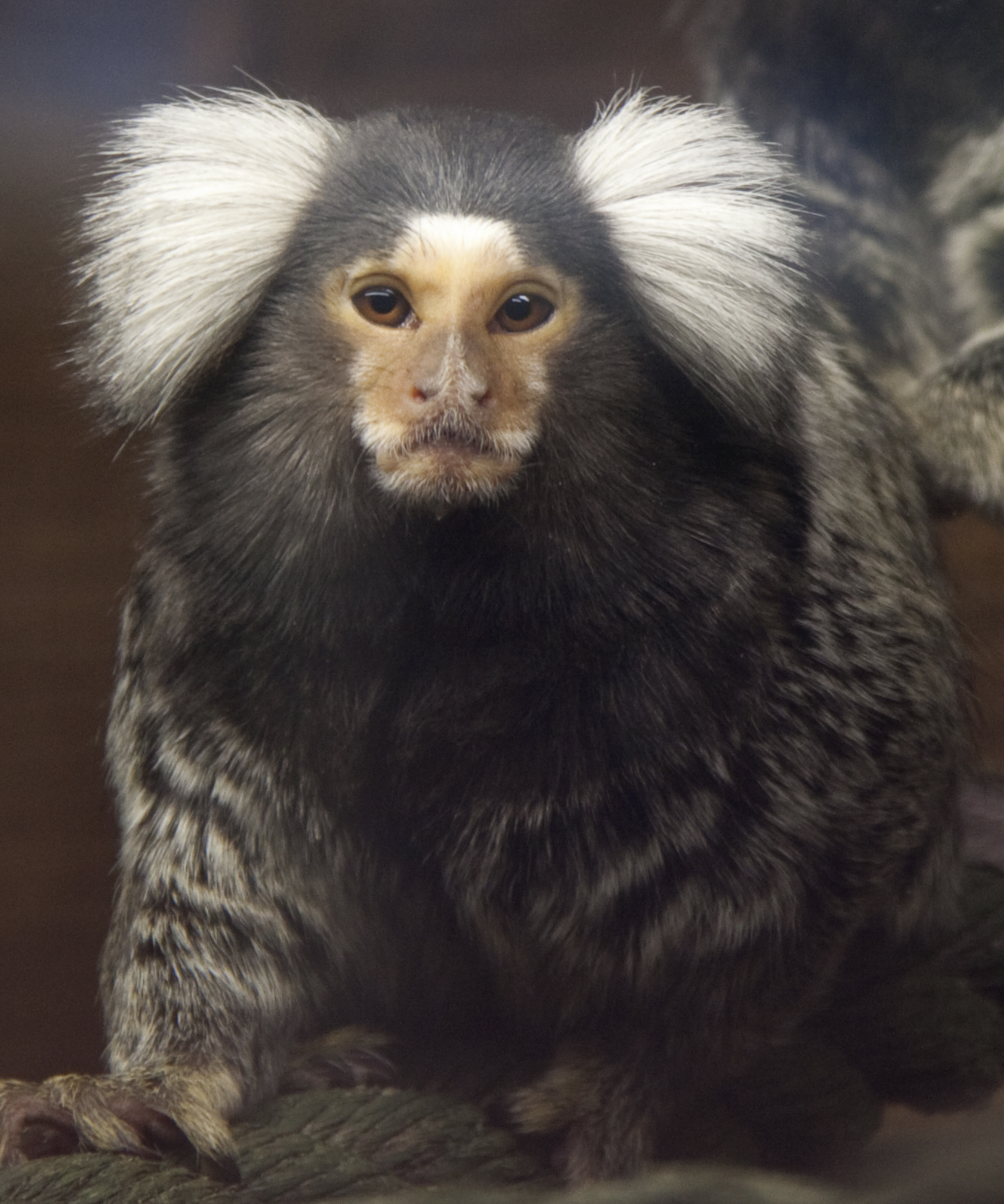
Ouistiti commun (Callithrix jacchus)
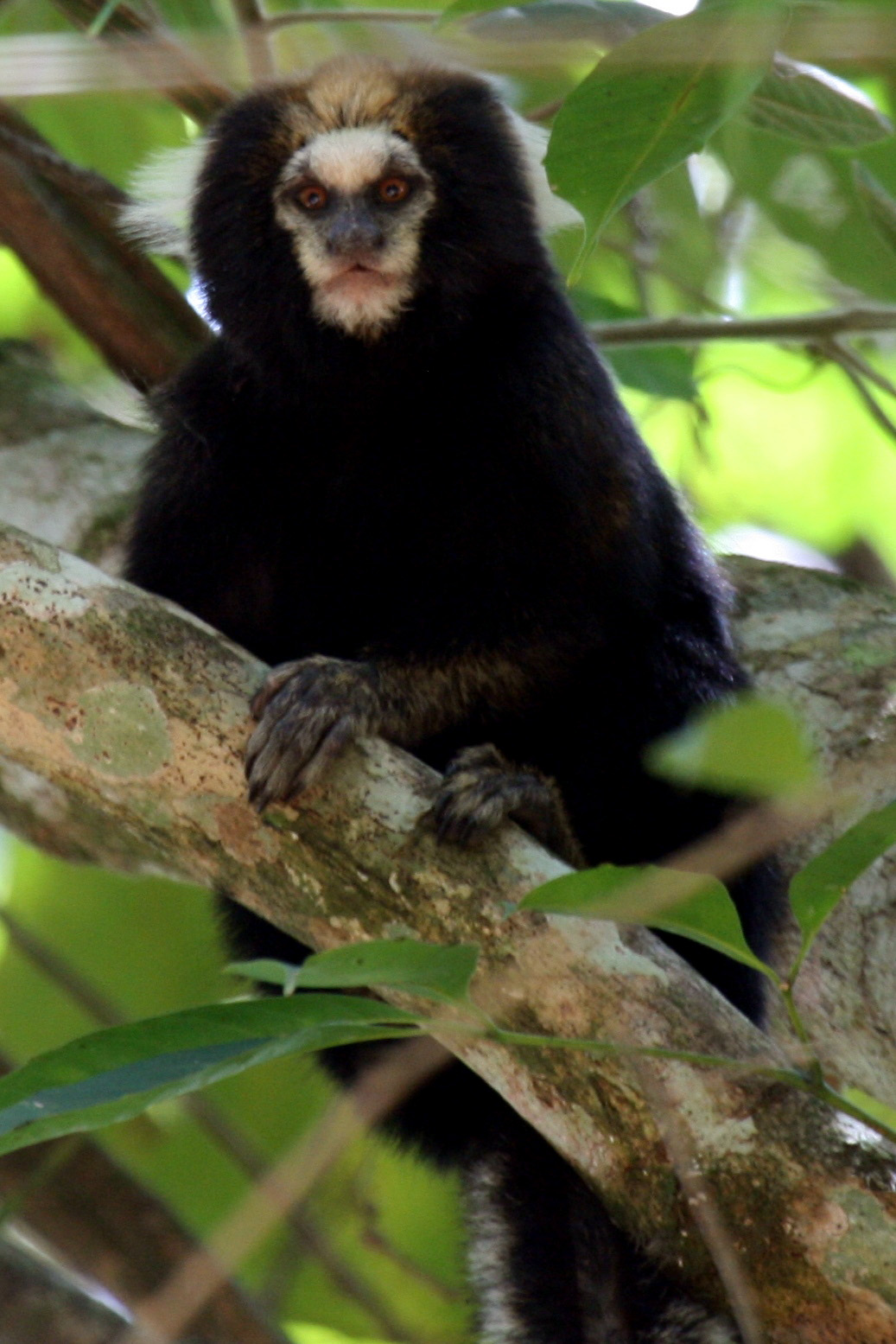
Ouistiti oreillard (Callithrix aurita)
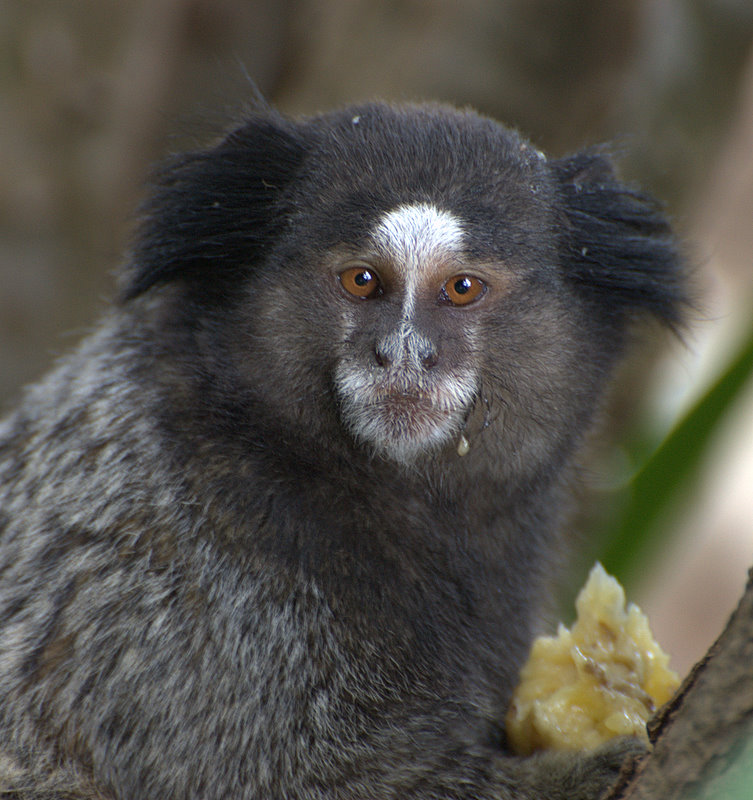
Ouistiti à pinceau noir (Callithrix penicillata)
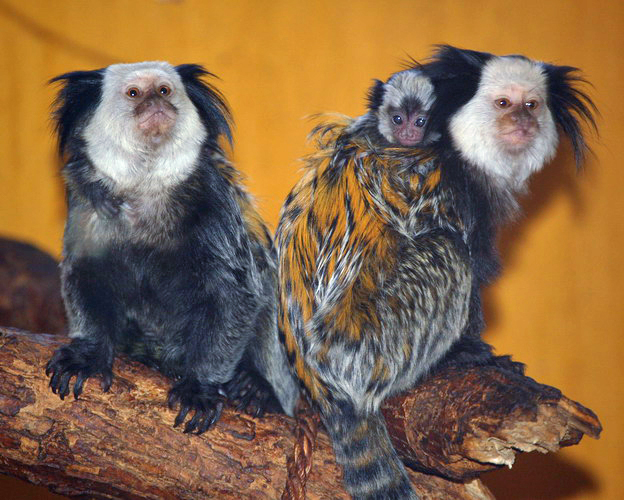
Ouistiti de Geoffroy (Callithrix geoffroyi)
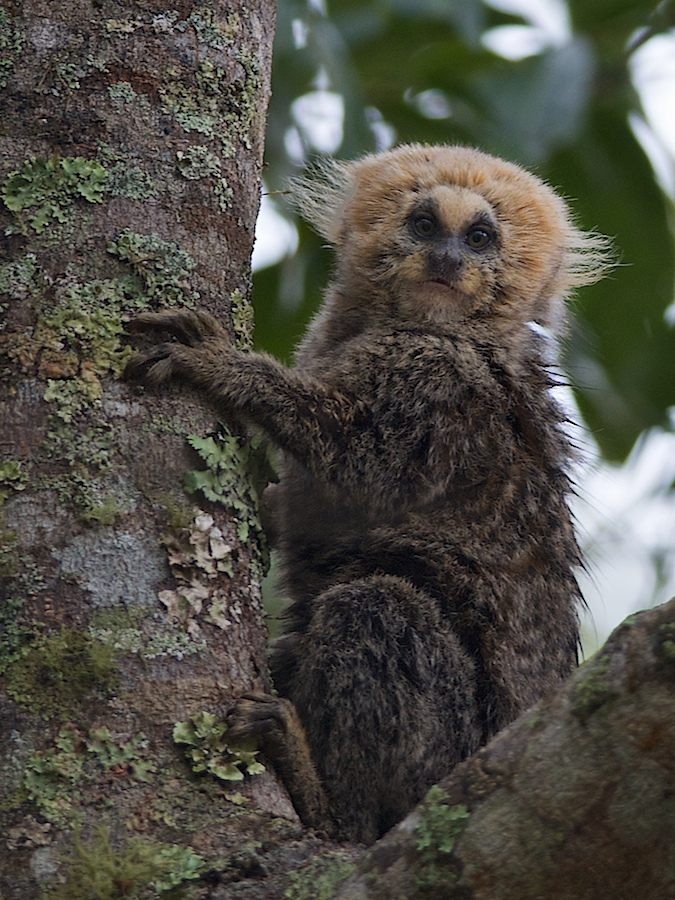
Ouistiti à tête jaune (Callithrix flaviceps)
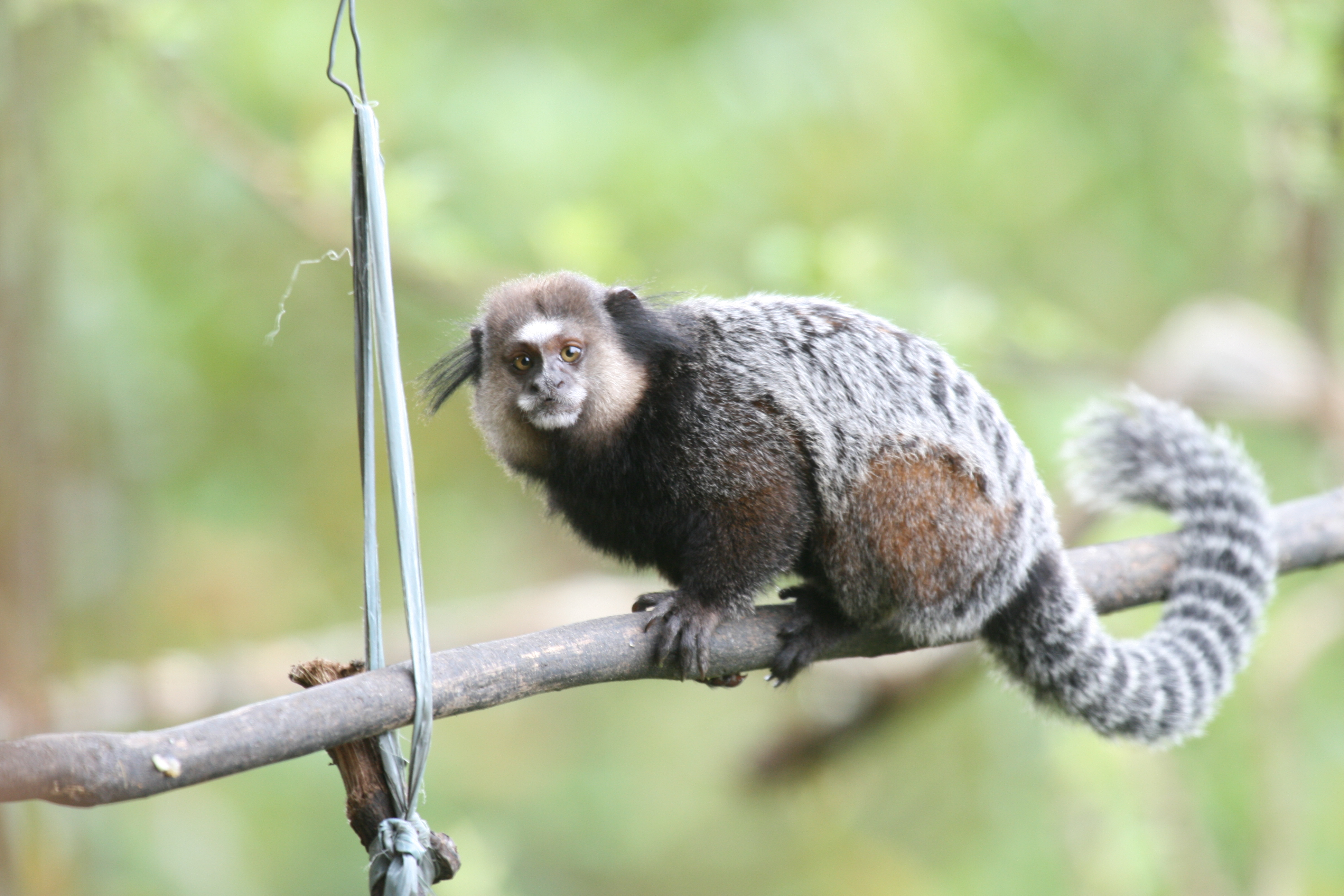
Ouistiti de Kuhl (Callithrix kuhlii)

Les autres ouistitis ont été reclassés dans les genres Mico, Cebuella et Callibella, mais de nombreux ouvrages les mentionnent encore comme appartenant au genre Callithrix. Les différentes espèces et leurs synonymes sont présentées ci-dessous :
- genre Mico Lesson, 1840
  - Mico argentatus (Linnaeus, 1771) — syn. Callithrix argentata — Ouistiti argenté
  - Mico melanurus (É. Geoffroy Saint-Hilaire, 1812) — syn. Callithrix melanura — Ouistiti mélanure
  - Mico humeralifer (É. Geoffroy Saint-Hilaire, 1812) — syn. Callithrix humeralifera — Ouistiti à camail
  - Mico chrysoleucos (Wagner, 1842) — syn. Callithrix chrysoleuca — Ouistiti à pieds jaunes
  - Mico emiliae (Thomas, 1920) — syn. Callithrix emiliae — Ouistiti du Rondônia
  - Mico leucippe Thomas, 1922 — syn. Callithrix leucippe — Ouistiti blanc-doré
  - Mico intermedius (Hershkovitz, 1977) — syn. Callithrix intermedia — Ouistiti de l'Aripuanã
  - Mico mauesi (Mittermeier, Schwarz & Ayres, 1992) — syn. Callithrix mauesi — Ouistiti du Rio Maués
  - Mico nigriceps (Ferrari & Lopes, 1992) — syn. Callithrix nigriceps — Ouistiti à tête noire
  - Mico marcai (Alperin, 1993) — syn. Callithrix marcai — Ouistiti de Marca
  - Mico saterei (Silva Jr. & Noronha, 1998) — syn. Callithrix saterei — Ouistiti des Indiens Sateré, Ouistiti à oreilles argentées
  - Mico acariensis (M. van Roosmalen et al., 2000) — syn. Callithrix acariensis — Ouistiti du Rio Acarí
  - Mico manicorensis (M. van Roosmalen et al., 2000) — syn. Callithrix manicorensis — Ouistiti du Rio Manicoré — Il s'agirait en fait de la même espèce que Mico marcai[10]
  - Mico rondoni Ferrari et al., 2010  — Ouistiti de Rondon
- genre Cebuella Gray, 1866
  - Cebuella pygmaea (Spix, 1823) — syn. Callithrix pygmaea — Ouistiti pygmée[7], Ouistiti nain[1], Ouistiti mignon[1]
  - Cebuella niveiventris (Lönnberg, 1940) — syn. Callithrix pygmaea niveiventris, Cebuella pygmaea niveiventris — sous-espèce considérée par certains auteurs comme une espèce séparée[11]
- genre Calibella (M. van Roosmalen & T. van Roosmalen, 2003)
  - Calibella humilis (M. van Roosmalen et al., 1998) — syn. Callithrix humilis, Mico humilis — Ouistiti nain de Van Roosmalen[9]

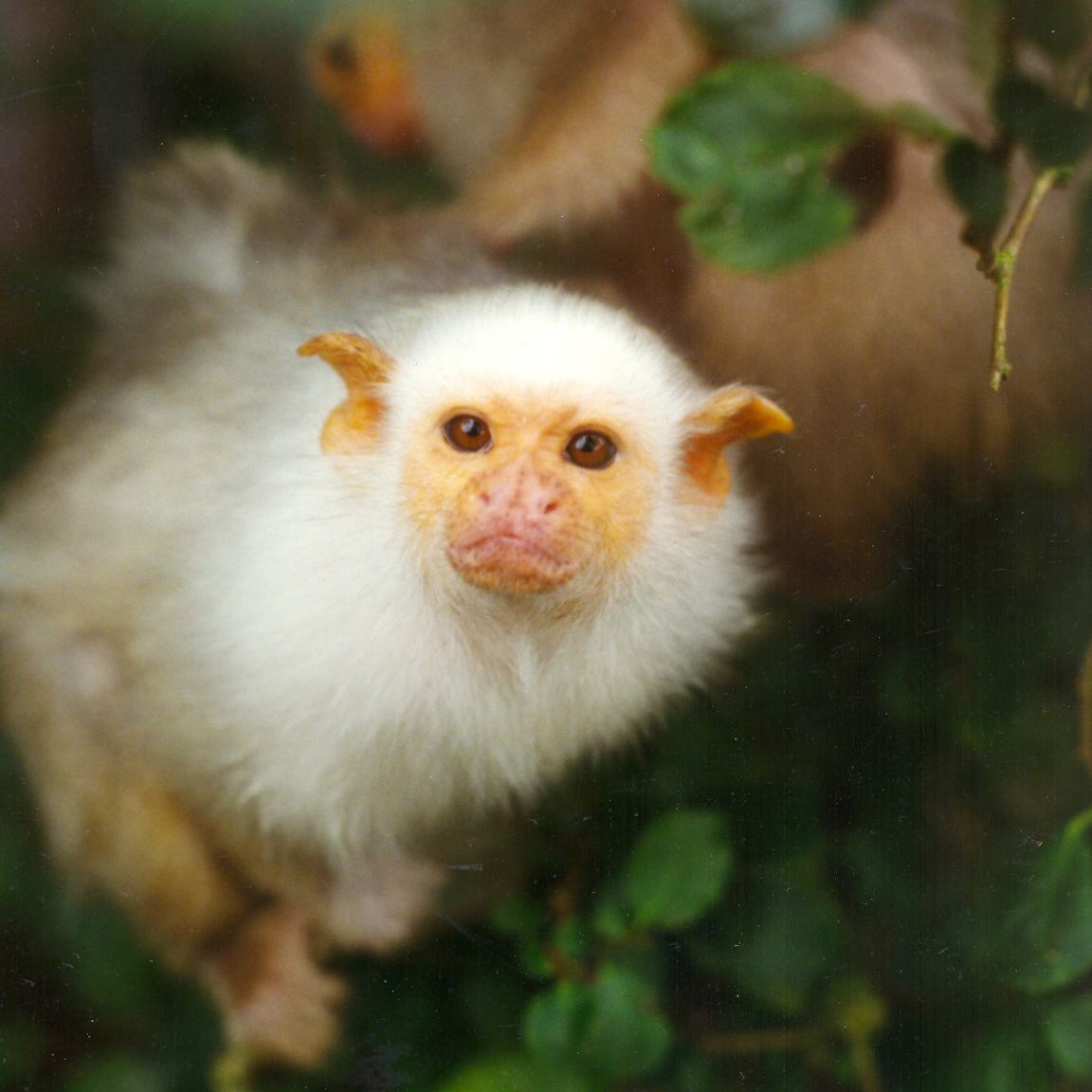
Ouistiti argenté (Mico argentatus)
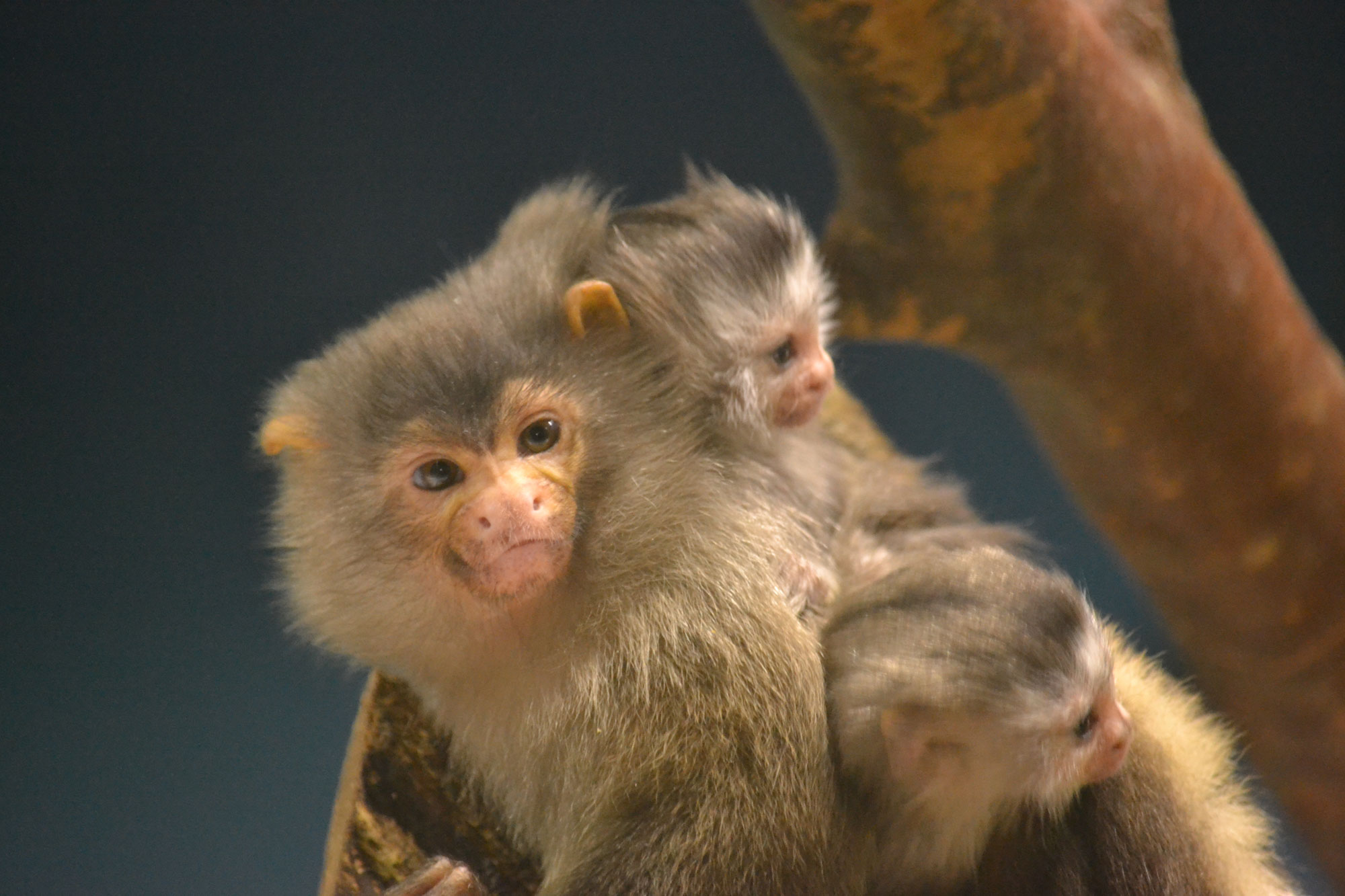
Ouistiti mélanure (Mico melanurus)
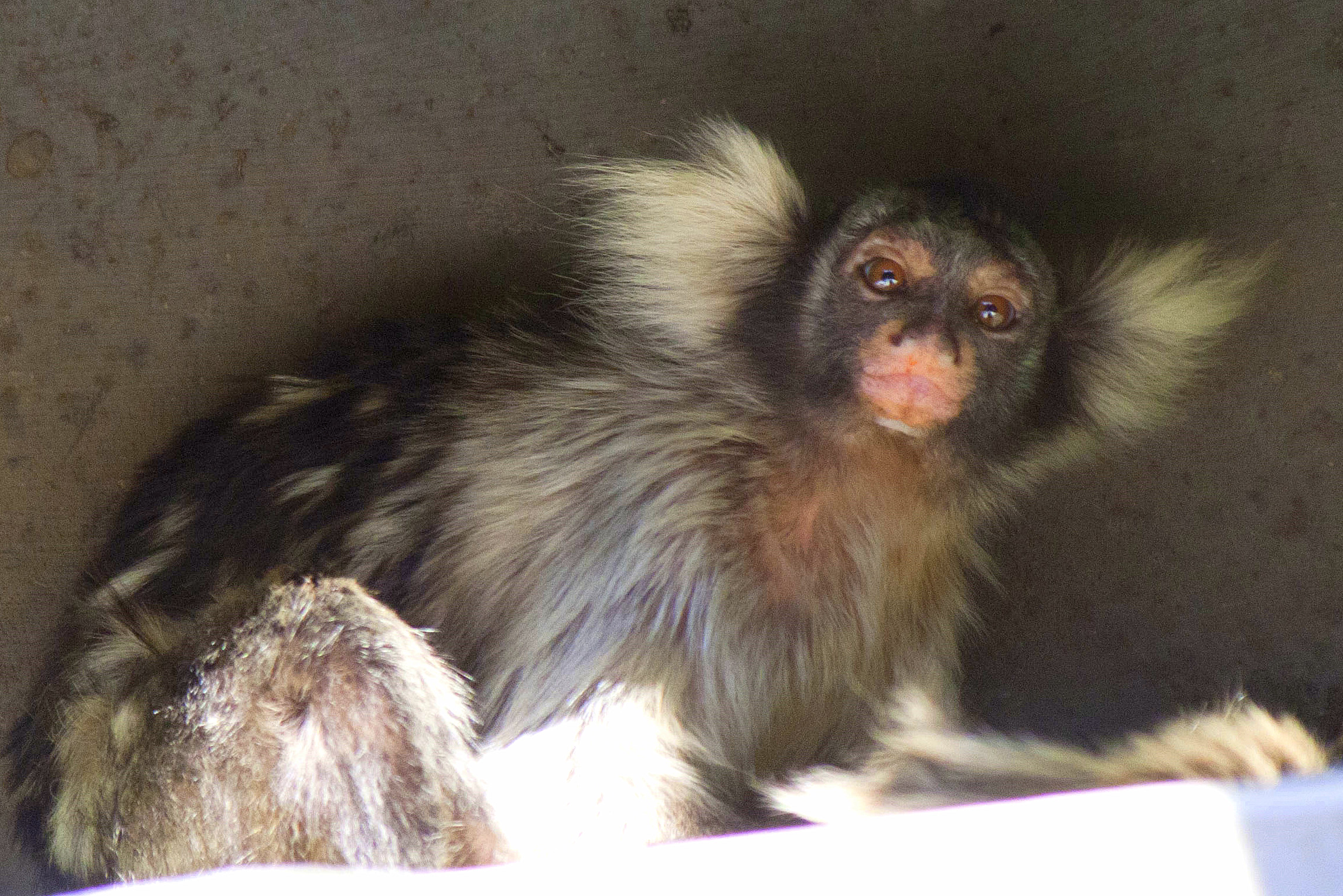
Ouistiti à camail (Mico humeralifer)
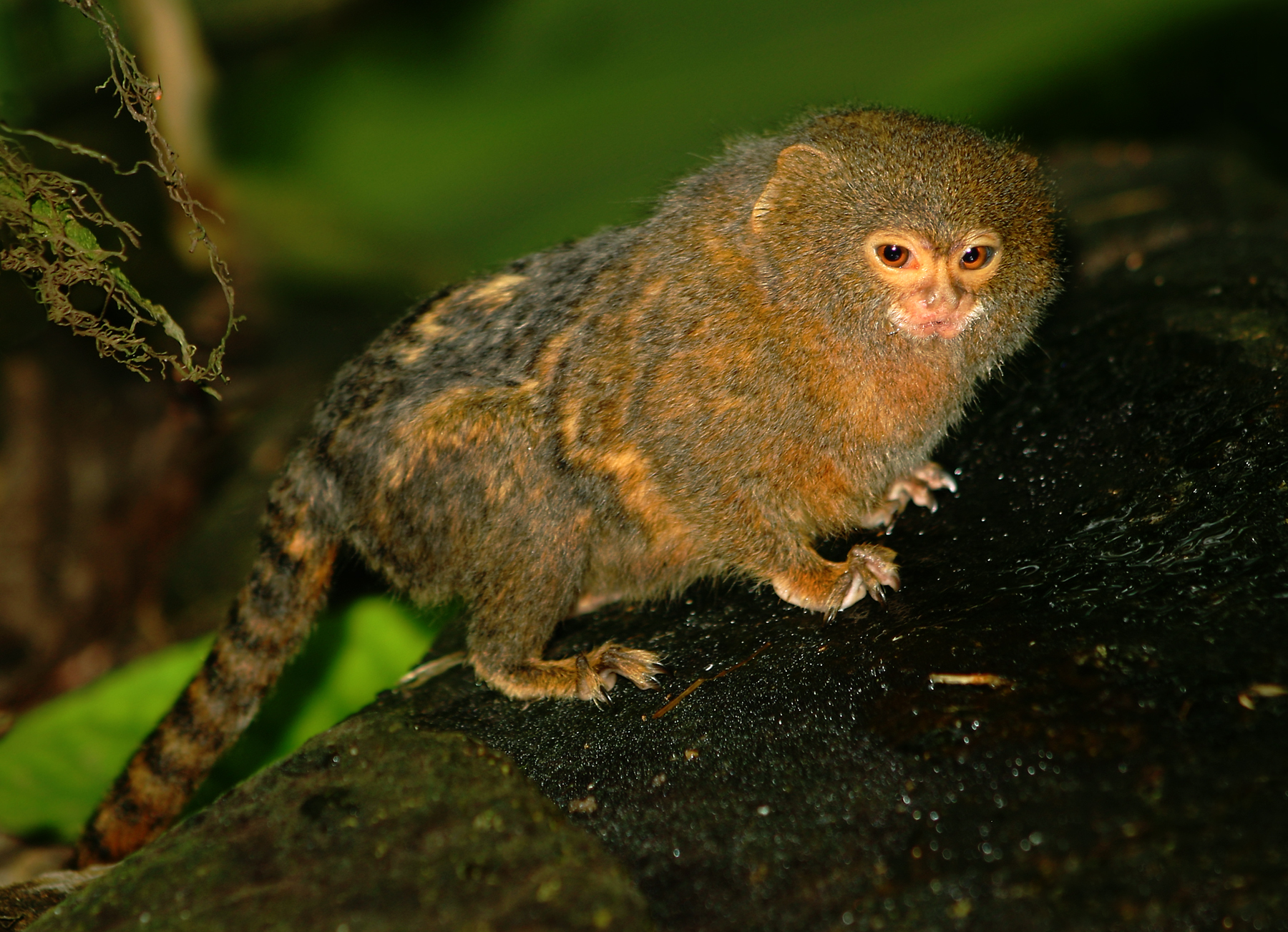
Ouistiti pygmée (Cebuella pygmaea)